# Gustav von Schoeller
Gustav Adolf rytíř von Schoeller (3. května 1830 Dolní Cejl – 18. prosince 1912 Brno) byl moravský podnikatel, velkoobchodník ve vlnařství, cukrovarnictví a ocelářství, funkcionář podnikatelských organizací, důstojník francouzské čestné legie a konzul USA v Brně.

## Život
Patřil do podnikatelské rodiny Schoellerů. Narodil se na brněnském předměstí jako nejstarší syn továrníka Philippa Wilhelma von Schoellera (1797–1877). V Brně navštěvoval evangelickou základní školu, absolvoval obchodní školu v Lipsku, znalosti o soukenictví získal v otcově továrně a o obchodní činnosti praxí v zahraničí, mimo jiné v USA.
V roce 1855 se oženil s Leopoldinou Hauptovou (1835–1923), dcerou brněnského podnikatele, se kterou měl pět dcer a syny Gustava Philippa (1866–1950) a Fritze (1872–1946).
Jako podnikatel vedl se svým otcem a po otcově smrti v roce 1877 samostatně brněnskou továrnu na sukna Gebrüder Schoeller, byl spolumajitelem vídeňského velkoobchodního a bankovního domu Schoeller & Co (s podílem 100 000 florinů), objektů v cukrovarnictví a kamenouhelných dolů v Čechách a na Moravě a v roce 1880 spoluzakladatelem Brněnské přádelny česané vlny („Kemka“).
Koncem 19. století převzal četné funkce v organizacích moravských podnikatelů, v letech 1878–1900 vedl konzulát USA v Brně.
Stal se také důstojníkem francouzské Čestné legie, nositelem Řádu císaře Františka Josefa a rytířem Řádu železného kříže 2. třídy.
V roce 1868 nechal vedle své továrny v brněnské ulici Cejl postavit německým stavitelem Josefem Arnoldem reprezentační novorenesanční palác – tzv. Schoellerův palác.

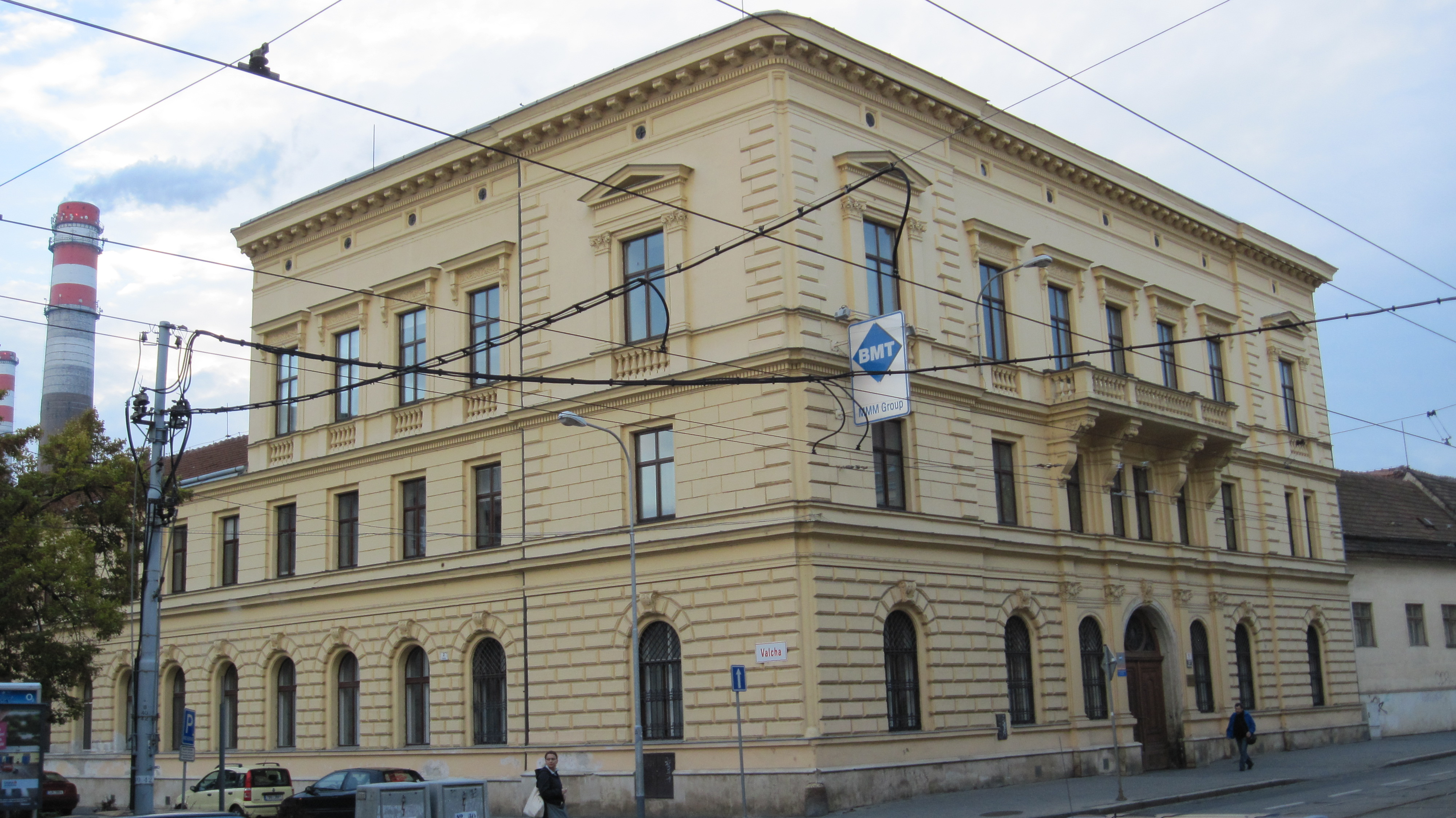
Schoellerův palác v Brně z roku 1868

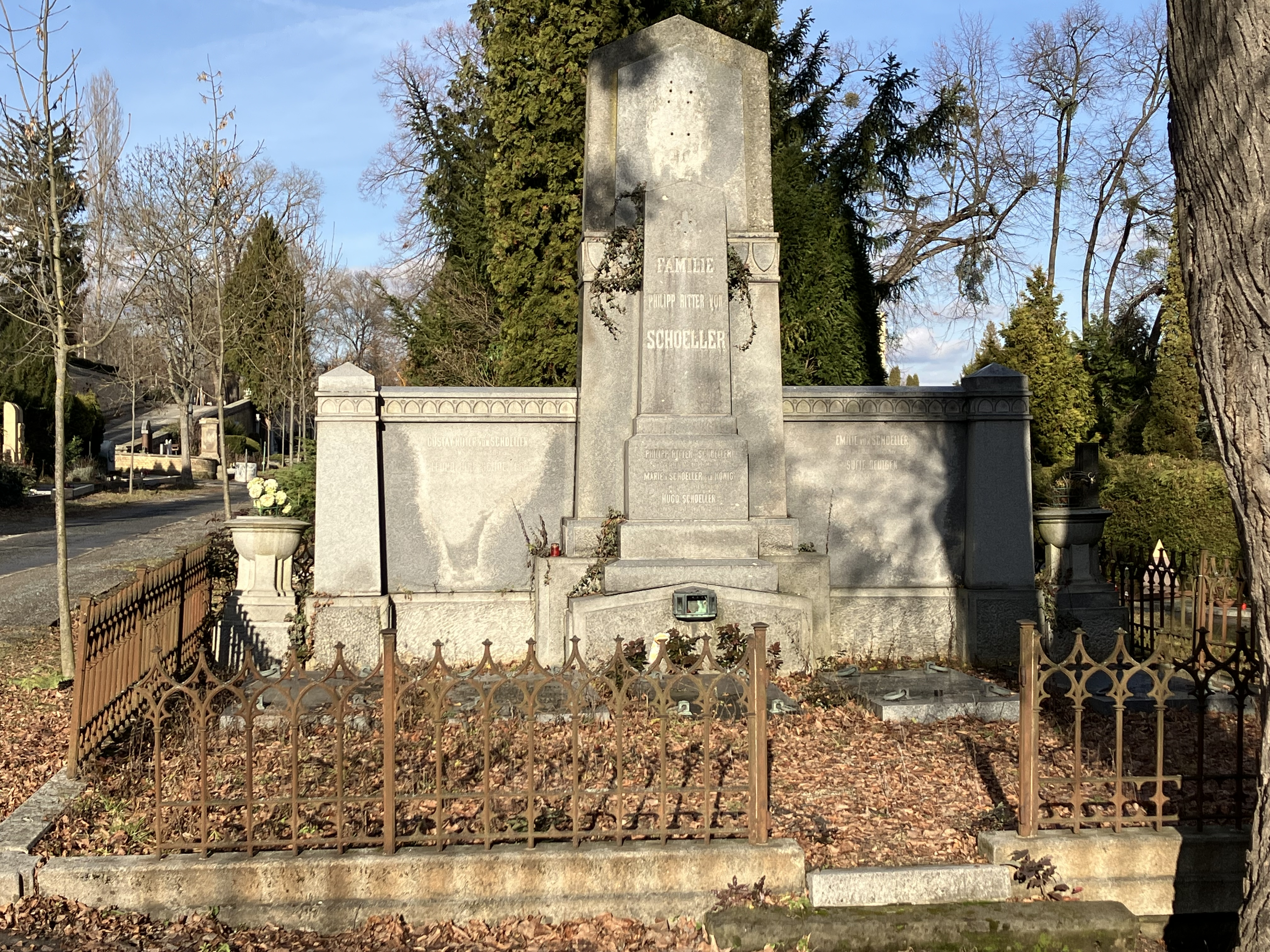
Hrob Gustava von Schoellera

Zemřel roku 1912 a byl pohřben v rozsáhlé rodinné hrobce na Ústředním hřbitově v Brně, sk. 25d/řada 2, hr. 19–28.
Poznámka: Ve stejné době žil příbuzný Gustava Adolfa S. (bratranec jeho otce) Gustav Adolph von Schoeller (1826-1889), který byl mimo jiné spolumajitelem vídeňské banky Schoeller & Co. O jejich vzájemném styku není nic známo.